# کارمنسیتا جانسون
کارمنسیتا جانسون (انگلیسی: Carmencita Johnson; ۳۱ مارس ۱۹۲۳ – ۲۶ سپتامبر ۲۰۰۰)  بازیگر سینما بود. وی بین سال‌های ۱۹۲۳ تا ۱۹۵۱ میلادی فعالیت می‌کرد.